# Mike Alessi
Mike Alessi (Canoga Park, 19 maggio 1988) è un pilota motociclistico statunitense.

## Carriera
È diventato un pilota professionista all'età di sedici anni ma la sua ascesa ebbe inizio nei ranghi amatoriali e all'età di sei anni vinse il suo primo Campionato Nazionale di Loretta Lynn a Nashville nel Tennessee.
Diventò professionista nel 2004 gareggiando nella classe delle 250 cm³: la sua prima gara fu allo Spring Creek Motocross Park di Millville nel Minnesota dove arrivò trentesimo assoluto. Tre settimane dopo, allo Steel City Raceway di Delmont in Pennsylvania riuscì a cogliere un terzo posto assoluto alle spalle di Ricky Carmichael e Kevin Windham nella sua seconda gara professionistica.
Non partecipò nel 2005 alla stagione Supercross al fine di prepararsi per la sua prima stagione completa come pilota professionista di motocross: gareggiò nella classe 125 (attualmente classe Lites) collezionando due vittorie e quattro podi e arrivando terzo assoluto.
All'inizio del 2006 ha partecipato alla sua prima stagione di Supercross. Ha cominciato a trovare il suo ritmo verso la fine della stagione arrivando nei primi cinque posti nelle ultime cinque gare della serie, con il 3º posto a San Francisco e a Anaheim. Alessi finì il campionato statunitense dell'ovest al 4º posto e nell'ultima gara della stagione al Las Vegas Lites East di West Shootout arrivò secondo assoluto.
Nella stagione successiva sembrava destinato a vincere il campionato; aprì la serie con un primo posto assoluto al Motocross Hangtown Classic di Sacramento in California, continuando con una serie di otto podi. Questi risultati non bastarono però a superare il rivale Ryan Villopoto e Alessi finì la stagione con un secondo posto.
All'inizio del 2007 aveva annunciato che era pronto al cambio di classe per passare nel Motocross classe regina nella AMA Motocross. Dopo aver terminato le prime due gare appena all'interno della top ten, Alessi registrò sei piazzamenti sul podio e finì al secondo posto assoluto nell'AMA motocross series 2007, alle spalle di Grant Langston.
La sua stagione 2008 è stata interrotta a San Diego durante la sesta prova del Monster Energy AMA Supercross Championship: durante la seconda sessione ha avuto un incidente con il risultato di una clavicola rotta. Dopo un recupero di sette settimane ha deciso di saltare il resto della stagione della Supercross; nella classifica finale arrivò al diciassettesimo posto.
Non fu quello l'unico incidente serio in cui incorse, ve ne furono altri anche l'anno successivo, al termine del quale si piazzò al nono posto del campionato Monster Energy AMA Supercross.
Nel 2010 si è classificato al quinto posto del Lucas Oil AMA PRO Motocross Championship.